# 奧利維耶·博斯卡利
奧利維耶·马克西姆·博斯卡利（法語：Olivier Maxime Boscagli；1997年11月18日—）是法國的一位職業足球運動員，在場上的位置是後衛。現效力於英超球隊白禮頓。他也曾代表法國各級青年國家足球隊參賽。

## 榮譽
PSV燕豪芬
- 荷蘭甲組足球聯賽冠軍：2023–24、2024–25[4]
- 荷蘭盃冠軍：2022–23
- 告魯夫盾冠軍：2021、2023[5]

## 外部連結
- France profile （页面存档备份，存于） at FFF